# Johan Petter Norrlin
Johan Petter Norrlin (6 septembre 1842 - 7 janvier 1917) est un botaniste finlandais, à l'époque sujet de l'Empire russe.

## Biographie
Norrlin était professeur de botanique à l'université Alexandre d'Helsingfors. Il fut un pionnier dans l'étude de la géographie botanique de la Finlande. Il est aussi connu pour ses travaux sur les lichens et sur les espèces apomictiques d'Hieracium et de Pilosella (Composées).

## Éponymie
- Norrlinia, journal de botanique publié par le Musée finnois d'histoire naturelle de l'Université d'Helsinki commémore son nom.